# 水位增十一
水位增十一或巨蟹座12（英语：12 Cancri，缩写12 Cnc）是黄道十二宫巨蟹座中的一颗恒星。它的视星等为 6.25，略低于在良好视宁条件下肉眼可见恒星的正常极限。从地球轨道观察，这颗恒星的年视差变化为 12.7 mas，距离地球约 257 光年。它以大约-10公里/秒的径向速度向太阳移动。
这是一颗普通的F型主序星，恒星分类为F3 V，这表明它的核心通过氢聚变产生能量。它以52公里/秒的预计旋转速度自转，似乎正在经历类似太阳的差异自转，相对速率α=0.33±0.13。这颗恒星的年龄约为25亿岁，质量是太阳的1.16倍，其光球层辐射的光度几乎是太阳的18倍，有效温度约为6,357 K。